# Verfassung des Freistaates Sachsen

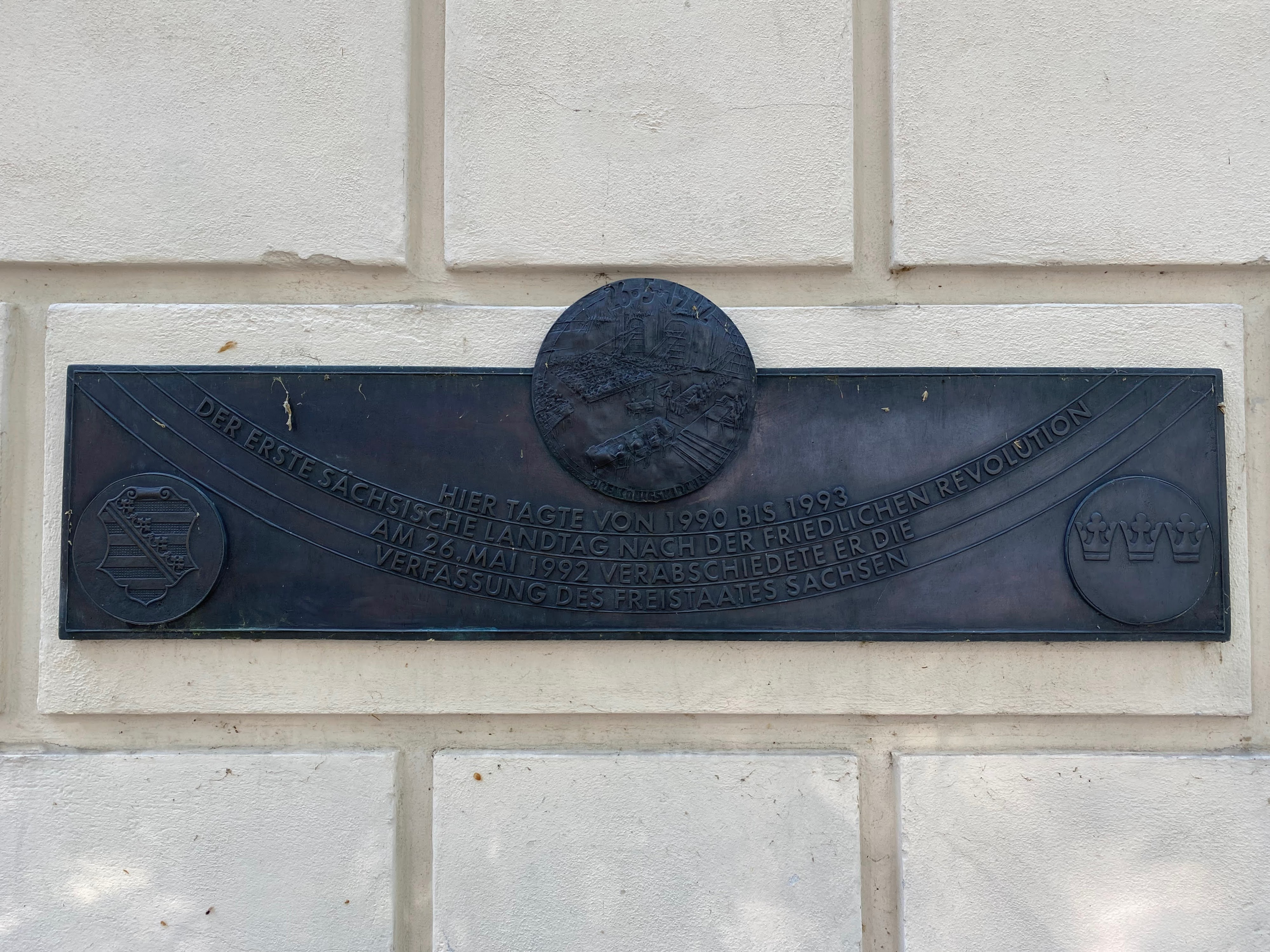
Diese Tafel an der Dreikönigskirche in Dresden erinnert an die dort stattgefundene Verabschiedung der Verfassung des Freistaates Sachsen am 27. Mai 1992.

Die Verfassung des Freistaates Sachsen wurde am 27. Mai 1992 ausgefertigt. Sie trat am 6. Juni 1992 in Kraft. Der Sächsische Landtag hat sie als verfassungsgebende Landesversammlung am 26. Mai 1992 mit einer Mehrheit von 132 gegen 15 Stimmen bei 4 Enthaltungen beschlossen. Sie wurde bisher nur einmal geändert, um eine Schuldenbremse einzufügen.

## Geschichte
Vorläufer dieser Verfassung waren die Sächsischen Verfassungen von 1831 für das Königreich Sachsen, von 1920 für die Zeit der Weimarer Republik, in der Sachsen als Glied des Deutschen Reiches definiert war und von 1947 während der sowjetischen Besatzung.
Aus Anlass des fünften Jahrestages der Schlussabstimmung über die Verfassung wurde 1997 die Sächsische Verfassungsmedaille gestiftet. Sie wird jährlich an Personen verliehen, die sich besonders um die freiheitliche demokratische Entwicklung des Freistaates verdient gemacht haben.
Im Juli 2013 wurde die Verfassung vom Sächsischen Landtag um eine Schuldenbremse (Artikel 95) ergänzt, wodurch künftige Landtage an einer Neuverschuldung gehindert werden sollten. Eine zweite Änderung der Verfassung in der Legislaturperiode 2019–2024 scheiterte am Widerstand einiger CDU-Abgeordneter. Mit nur einer Änderung ist sie unter den deutschen Ländern, eine der Verfassungen, die am seltensten geändert wurde.

## Inhalt
Präambel
Anknüpfend an die Geschichte der Mark Meißen, des sächsischen Staates und des niederschlesischen Gebietes, gestützt auf Traditionen der sächsischen Verfassungsgeschichte, ausgehend von den leidvollen Erfahrungen nationalsozialistischer und kommunistischer Gewaltherrschaft, eingedenk eigener Schuld an seiner Vergangenheit, von dem Willen geleitet, der Gerechtigkeit, dem Frieden und der Bewahrung der Schöpfung zu dienen, hat sich das Volk im Freistaat Sachsen dank der friedlichen Revolution des Oktober 1989 diese Verfassung gegeben.
Abschnitte
1. Die Grundlagen des Staates (13 Artikel)
2. Die Grundrechte (25 Artikel)
3. Der Landtag (20 Artikel)
4. Die Staatsregierung (11 Artikel)
5. Die Gesetzgebung (7 Artikel)
6. Die Rechtsprechung (5 Artikel)
7. Die Verwaltung (11 Artikel)
8. Das Finanzwesen (8 Artikel)
9. Das Bildungswesen (8 Artikel)
10. Die Kirchen und Religionsgemeinschaften (4 Artikel)
11. Übergangs- und Schlußbestimmungen (10 Artikel)
12. Anhang zu Artikel 109 Abs. 4 (Artikel 136, 137, 138, 139, 141 Weimarer Verfassung)

Insbesondere die Präambel, die die jahrhundertelange Geschichte Sachsens betont und der Grundrechtekatalog, der den des Grundgesetzes an Umfang übertrifft, sind Besonderheiten der Verfassung des Freistaates. Durch Bestimmungen der Verfassung ist Sachsen auch einer von drei Freistaaten mit einer von zwei Staatsregierungen. In anderen Flächenländern (außer Bayern) heißt die Regierung Landesregierung.
Zu Volksantrag, Volksbegehren und Volksentscheid siehe Volksbegehren (Deutschland) #Gesetzliche Regelungen in Deutschland.